# 鄭在原
鄭 在原（チョン・ジェウォン、朝鮮語: 정재원、1942年6月18日 - 2020年7月6日）は、大韓民国の政治家、海軍軍人（予備役編入時は大尉）。第10・12代韓国国会議員。キリスト教徒。

## 経歴
日本統治時代の忠清南道天安郡（現・天安市）出身。天安国民学校（現・天安初等学校）、天安中学校、天安農業高等学校（現・天安第一高等学校）、高麗大学校政治外交学科卒業、ジョージ・ワシントン大学高位政策課程修了。ベトナム戦争時は国連軍司令部軍事停戦委員会政策企画将校を務めた。政界入り後は新民党総裁秘書官、特別補佐役、中央党広報対策委員、スポークスパーソン、院内総務、列国議会同盟韓国代表、アジア・太平洋国会議員連合韓国代表などを歴任した。出版界でも活躍し、図書出版「波」代表、国際ヒューマニスト会韓国部会長、韓国出版文化協会理事などを務めた。
2020年に78歳で死去した。

## 賞勲
- 花郎武功勲章